# Ruchba
Ruchba o Rucba (ω2 Cyg / 46 Cygni / HD 195774 / BD+48 3154) es una estrella en la constelación del Cisne de magnitud aparente +5,47.
No debe ser confundida con Ruchbah, nombre utilizado en ocasiones para designar a la estrella δ Cassiopeiae, ni con Rukbat (α Sagittarii).
Ruchba es una gigante roja de tipo espectral M2III cuyo radio es 48 veces más grande que el radio solar.
Tiene una temperatura aproximada de 3700 K y una luminosidad equivalente a 380 soles.
Con una masa semejante a la del Sol, su edad actual se estima en 12 200 millones de años.
Hace 2500 millones de años abandonó la secuencia principal y probablemente sea una gigante roja con un núcleo interne de helio.
Además, es posible que sea una estrella variable, hecho que aún no ha sido confirmado.
Ruchba puede ser una estrella binaria; la posible acompañante, denominada BD+48 3154B, es una estrella de magnitud 10 y tipo G, visualmente a poco menos de un minuto de arco de la estrella gigante.
Dado que se encuentran a casi 400 años luz de distancia del sistema solar, si están físicamente ligadas la distancia real entre ambas estrellas debe ser superior a 7000 UA.
No obstante, su movimiento relativo respecto a Ruchba sugiere que solamente es una estrella en la misma línea de visión.